# Чумаков, Александр Александрович
Александр Александрович Чумаков  (15 апреля 1927 — 23 июля 2019) — советский яхтсмен, Чемпион СССР, участник двух Олимпийских игр, заслуженный тренер РСФСР, автор учебника по парусному спорту.

## Биография
Родился в семье художника Александра Александровича Чумакова (был главным художником ВСХВ). Парусным спортом начал заниматься в конце 30-х годов ХХ-го века в Центральном водно-моторном клубе имени П. И. Баранова, ныне яхт-клуб «Труд» на Клязьминском водохранилище. В военные годы Александр возглавил группу молодежи, которая по ночам гасила зажигательные бомбы, а днем рыла противотанковые рвы. В 1942 году тренировался на швертботах «Ш-10» и «Р-30», в зимнее время ходил на буере.
После войны пересел на швертбот международного класса Олимпик (класс яхт). В этом классе он дважды, в 1946 и 1948 годах, становился чемпионом СССР. Вошёл в первый состав сборной СССР по парусному спорту, сформированный в 1951 году. На следующий год стал участником Олимпийской парусной регаты в Хельсинки 1952 года в классе «Звездный» вместе со шкотовым Константином Мельгуновым . Их лодка имела название «Ураган». Дебют всей сборной команды оказался не впечатляющим, не было опыта международных выступлений.
На Летних Олимпийских играх в Мельбурне 1956 года выступал в качестве шкотового вместе с Борисом Ильиным на швертботе Шарпи 12 м² (класс яхт) под названием «Кон-Тики».

Ильин и его шкотовый Чумаков не сдавались и занимали в это время примерно четвёртое-пятое место. Но на третьем круге, увлекшись преследованием соперников, наши яхтсмены не заметили опасную волну, и «Кон-Тики» опрокинулся. В довершение к этой беде Ильин получил серьезную травму (перелом ребра) и мог вообще выбыть из дальнейших соревнований.— Батюшков Ю. Н., Липский М. П. Глава «Австралия, залив Порт-Филипп» // Паруса над заливом. — М.: Советская Россия, 1961. — 79 с. — 6000 экз.
Призового места добиться не удалось.
В 1947 году в Риге выиграл звание Чемпиона СССР на буере класса «12-метровый».
В начале 60-х годов перешёл на тренерскую работу. Окончил ГЦОЛИФК и работал в спортивных обществах «Буревестник» и «Труд», причем в «Труде» был старшим тренером. Используя свой опыт спортивного судостроения, консультировал советских изготовителей швертботов Олимпик (класс яхт) и «Финн». Марина Козинцова шесть раз подряд становилась чемпионкой СССР на «Олимпике», построенном с участием Чумакова. Виктор Александрович Козлов, тренируясь в группе Чумакова, стал чемпионом СССР в 1965 году, выиграв в дуэльной борьбе у Валентина Манкина. Самым именитым воспитанником Чумакова стал Виктор Потапов — бронзовый призёр Олимпийских игр 1972 в классе «Финн» и двукратный чемпион мира в классе катамаранов «Торнадо».
В качестве тренера Чумаков входил в состав официальной делегации от сборной команды СССР на Олимпийских играх 1972 (Киль) и 1980 года (Таллин).
Обобщив свой многолетний опыт, Чумаков в 1981 году написал книгу «Школа парусного спорта».
В начале 1980-х годов при исполнении обязанностей судьи на Балтийской регате получил травму головы при неудачном прыжке с судейского судна на причал. Это сказалось впоследствии на его раннем уходе на пенсию.
Проживал в муниципальном округе Ясенево (район Москвы).
Скончался 23 июля 2019 года. Похоронен на Ясеневском кладбище.

## Государственные награды
- Медаль «За оборону Москвы»

## Семья
- Супруга, Чумакова Анна Анисимовна (род. 1935) — семикратная чемпионка РСФСР по прыжкам в воду с 10-метровой вышки.
- Сын, Чумаков Александр — тренер по бейсболу.